# Peniocereus striatus
Peniocereus striatus är en kaktusväxtart som först beskrevs av Townshend Stith Brandegee, och fick sitt nu gällande namn av Franz Buxbaum. Peniocereus striatus ingår i släktet Peniocereus och familjen kaktusväxter. Inga underarter finns listade i Catalogue of Life.